# Австрийский референдум по призыву (2013)
Референдум по призыву в Австрии прошёл 20 января 2013 года. Он должен был решить вопрос о сохранении армии по призыву или отмене призыва и переходе на профессиональную армию. Хотя референдум проходил как плебисцит и не являлся юридически обязывающим, Социал-демократическая партия Австрии (СДПА) и Австрийская народная партия (АНП), основные политические партии Австрии, заранее объявили о том, что выполнят его решение.
Избиратели с большим преимуществом (60 %) высказались за сохранение призыва и против формирования профессиональной армии. Явка составила 52,4 %.

## История
В 1996 году от призыва отказалась Франция, а в 2011 году на профессиональную армию перешла Германия. К 2013 году в Европе большинство стран имело профессиональную армию. Призыв сохранялся в 5 странах НАТО (Дания, Эстония, Греция, Норвегия и Турция), а также на Кипре, Украине, в Беларуси, Финляндии, Молдавии, России и Швейцарии.
Вопрос о необходимости проведения референдума о призыве на военную службу в Австрии был поднят в ходе избирательной кампании в октябре 2010 года бургомистром Вены Михаэлем Хойплем (СДП). Зелёные, Альянс за будущее Австрии, Коммунистическая партия Австрии, Либеральный форум, Пиратская партия и Команда Стронаха поддержали идею о референдуме, тогда как АНП и Австрийская партия свободы (АПС) выступали за сохранение всеобщей воинской повинности. Однако, в августе 2012 года лидер АНП Михаэль Шпинделеггер заявил, что его партия поддерживает идею СДПА о проведении референдума.

## Кампания
Плебисцит был назначен на 20 января 2013 года. Участвовать в нём могли все избиратели (граждане старше 16 лет), зарегистрированные на 28 ноября. 27 декабря 2012 года Федеральное министерство внутренних дел Австрии объявило, что зарегистрировано 6 379 511 избирателей, в том числе 3 309 716 женщин и 3 069 795 мужчин. По сравнению с президентскими выборами 2010 года число избирателей увеличилось на 23 711 человек (0,37 %).
- Инициатор референдума, СДПА выступала за введение профессиональной армии и добровольный «социальный год»[5]. Партия объясняла это мировой тенденцией в этом вопросе. К концу 2012 года из 27 стран Европейского союза в 21 стране уже существовала профессиональная армия. Они заявляли, что основные вызовы XXI века, такие как киберпреступность и борьба с терроризмом, не могут быть решены традиционной массовой армией[5].
- Напротив, Австрийская народная партия считала, что призыв на военную службу вносит «незаменимый вклад для Австрии», так как он важен для сохранения суверенитета и нейтралитета страны, гражданской обороны и поддержки социальной системы государственной службы[6]. Однако АНП считала, что всеобщую воинскую обязанность надо реформировать так, чтобы призывники «могли лучше использовать своё время»[7].

## Результаты
| Да или нет                                  | Голосов   | Процент   |
| ------------------------------------------- | --------- | --------- |
| Нет                                         | 1 947 116 | 59,7 %    |
| Да                                          | 1 315 278 | 40,3 %    |
| Действительных голосов                      | 3 262 394 | 97,5 %    |
| Недействительных голосов                    | 82 546    | 2,5 %     |
| Всего голосов                               | 3 344 940 | 100,00 %  |
| Явка                                        | 52,4 %    | 52,4 %    |
| Электорат                                   | 6 378 478 | 6 378 478 |
| Источник: Austrian Ministry of the Interior |           |           |